# Richard Schmidt
Pour les articles homonymes, voir Richard Schmidt (homonymie) et Schmidt.
Richard Schmidt, né le 23 mai 1987 à Trèves, est un rameur d'aviron allemand. 

## Palmarès

### Jeux olympiques
- 2020 à Tokyo,  Japon
  -  Médaille d'argent en huit
- 2016 à Rio de Janeiro,  Brésil
  -  Médaille d'argent en huit
- 2012 à Londres,  Royaume-Uni
  -  Médaille d'or en huit

### Championnats du monde
- 2009 à Poznań,  Pologne
  -  Médaille d'or en huit
- 2010 à Hamilton,  Nouvelle-Zélande
  -  Médaille d'or en huit
- 2011 à Bled,  Slovénie
  -  Médaille d'or en huit
- 2013 à Chungju, Corée du Sud 
  - Médaille d'argent en huit
- 2014 à Amsterdam, Pays-Bas
  - Médaille d'argent en huit
- 2015 à Aiguebelette, France
  - Médaille d'argent en huit

### Championnats d'Europe
- 2007 à Poznań,  Pologne
  -  Médaille d'argent en quatre sans barreur
- 2010 à Montemor-o-Velho,  Portugal
  -  Médaille d'or en huit